# Agios Vlasios
Agios Vlasios (Grieks: Άγιος Βλάσιος, wat Sint Blasius betekent, vóór 1927: Καραμπάσι - Karampasi,  Turks: Karabaş "zwarte kop") is een dorp en een gemeenschap in de gemeentelijke eenheid Artemida, Magnesia, Thessalië, Griekenland. Agios Vlasios ligt op de hellingen van de berg Pilion, 1,5 km ten westen van Agios Georgios Nileias, 2 km ten noordoosten van Ano Lechonia en 11 km ten oosten van Volos. De bevolking was in 2011 515. De naam komt van de kerk van het dorp, gewijd aan Blasius.

## Geschiedenis
Tijdens het Turkse tijdperk werd het dorp Palaiokastro, gelegen tussen Ano Lechonia en Agios Vlasios, bewoond door Turken. Nadat Thessalië in 1881 bij Griekenland kwam, werd Agios Vlasios (toen Karampasi) een deel van de gemeente Nileia. In 1912 werd het een onafhankelijke gemeenschap. In 1997 werd Agios Vlasios een deel van de gemeente Artemida , met zetel in het nabijgelegen Ano Lechonia. In 2010 werd Artemida onderdeel van de gemeente Volos.

## Inwoners
| Jaar |     |
| ---- | --- |
| 1991 | 548 |
| 2001 | 548 |
| 2011 | 322 |